# Sinfonia n. 3 (Prokof'ev)
La Terza sinfonia in Do minore op. 44 è stata scritta da Sergej Sergeevič Prokof'ev nel 1928.

## Storia
Prokof'ev scrisse la sua opera lirica di maggior impegno L'angelo di fuoco tra il 1919 e il 1926. L'opera era stata accettata per essere eseguita nella stagione 1927-28 della Städtische Oper di Berlino, diretta da Bruno Walter, poi in seguito anche dal Metropolitan nel 1930, ma la produzione non fu mai realizzata; in effetti l'opera non fu mai messa in scena mentre il compositore era in vita. La delusione per la mancata rappresentazione suggerì a Prokof'ev l'idea di scrivere una sinfonia riprendendo ampi brani tratti dall'opera, per salvare la musica a cui aveva lavorato per così tanto tempo. La decisione si consolidò dopo aver ascoltato un'esecuzione in forma di concerto di parte del secondo atto diretta da Serge Koussevitzky il 14 Giugno del 1928 alla Salle Pleyel di Parigi. Realizzò così la sua terza sinfonia (poco tempo dopo fece lo stesso con il suo balletto Il figliol prodigo creando la sua Sinfonia n. 4).
La prima esecuzione della Terza sinfonia avvenne il 17 maggio 1929 con l'Orchestra Sinfonica di Parigi diretta da Pierre Monteux; il lavoro ottenne solo tiepidi consensi più dovuti alla stima per l'autore che per riscontri oggettivi; furono necessari ancora parecchi anni perché la sinfonia ottenesse il riconoscimento dovuto ed entrasse nel repertorio consueto delle orchestre.
 Tra le sette sinfonie di Prokofiev la terza occupa una posizione intermedia quanto a popolarità: non così famosa come la  Sinfonia n. 1 (Classica), ma non così poco eseguita come la Sinfonia n. 2, o come la prima versione della Sinfonia n. 4. Tra i "sostenitori" di questa sinfonia vi sono Claudio Abbado, Riccardo Muti, Riccardo Chailly e Michael Tilson Thomas, i quali, con le loro esecuzioni, hanno sostanzialmente incrementato la popolarità della sinfonia negli ultimi decenni.

## Struttura
La sinfonia è in quattro movimenti, per la durata complessiva di 33–36 minuti.
1. Moderato
2. Andante
3. Allegro agitato — Allegretto
4. Andante mosso — Allegro moderato

## Analisi
Sebbene la musica della sinfonia sia basata in parte su quella dell'opera, il materiale è sviluppato in modo indipendente e sinfonistico, nonostante le origini non è quindi un brano di musica a programma, ma uno di musica assoluta. In effetti la composizione era stata da subito chiamata Sinfonia dell'Angelo di fuoco, cosa che risultò poco gradita a Prokof'ev che riteneva che la sua opera fosse una "pura sinfonia", poiché la maggior parte della partitura era stata scritta indipendentemente dall'opera.
Il primo movimento, Moderato, in forma sonata, si apre con una serie di accordi stridenti suonati da tutta l'orchestra  insieme a campane squillanti, instaurando un clima di minaccia e inquietudine. Il primo tema, lirico e appassionato, viene eseguito dagli archi, un secondo tema melanconico fa da contrasto ed è espresso dai fagotti e dalle note basse degli archi. Segue una sezione di sviluppo in cui trova spazio un terzo tema che si combina coi due precedenti. Lo sviluppo culmina con un grave climax fatto di accordi grandiosi di tutta l'orchestra e un ultimo momento cruciale che utilizza marcati ritmi di marcia; segue un'eterea ripresa del primo e secondo tema che sono integrati l'uno nell'altro, ma ridotti nell'orchestrazione e suonati più piano, come se fossero l'ombra della loro prima esposizione, per poi spegnersi a poco a poco.

La partitura rievoca l'atmosfera del primo atto dell'Angelo di fuoco riprendendo il tema del tormento di Renata e della sua infatuazione per l'angelo Madiel. Un'ampia parte del movimento rielabora la scena dello scontro tra Ruprecht e Heinrich del terzo atto dell'opera.
Nel secondo movimento, Andante, la musica ha una struttura tripartita ed evidenzia il talento di Prokof'ev nel creare tessiture delicate e sottili. I temi sono suggestivi e riecheggiano la quiete e il raccoglimento del convento dove si rifugia Renata all'inizio del quinto atto. La sezione centrale è più pensosa e meditabonda, con un tema costruito con intervalli di semitono.
Il terzo movimento, Allegro agitato. Allegretto,  è costituito da uno scherzo con trio  ed è la rielaborazione della "scena degli spiriti" tratta dal secondo atto dell'opera, dove Ruprecht e Renata fanno ricorso alla magia nera. Il brano con i suoi agghiaccianti e arditi glissandi degli archi e le sensazioni spettrali è il pezzo più all'avanguardia fra quelli scritti da Prokof'ev e, per certi versi, precorre elementi della musica elettronica. Il trio offre un momento di riposo rispetto alla tensione  della sezione precedente. La ripresa dello scherzo con i ripetuti glissando dei violini è arricchita anche da minacciosi colpi di grancassa e dall'intensa sonorità degli ottoni.
Quarto movimento, Andante mosso. Allegro moderato. Il lugubre finale inizia lentamente, ma solo per accelerare gradualmente. La partitura ha momenti cantabili che si alternano con sonorità più aspre e di tensione. Una sezione centrale più calma riprende materiale del primo e del terzo movimento; nel finale la cupezza iniziale riprende e presenta tutta la violenza della conclusione dell'opera con l'orchestra impegnata in una serie di forti accordi degli ottoni e il fragore martellato delle campane.

## Strumentazione
L'opera è scritta per la seguente orchestra:
Legni
- Ottavino
- 2 Flauti
- 2 Oboe
- Corno inglese
- 2 Clarinetti
- Clarinetto basso
- 2 Fagotti
- Controfagotto

Ottoni
- 4 corni
- 3 Trombe
- 3 Tromboni
- Tuba

Percussioni
- Timpani
- Grancassa
- Rullante
- Piatti
- Tamburello basco
- Tam-tam
- Castagnette
- Campane

Cordofoni
- 2 Arpe

Archi
- Violini (primi e secondi)
- Viole
- Violoncelli
- Contrabbassi

## Incisioni
| Orchestra                                         | Direttore              | Casa discografica   | Anno di incisione     | Formato |
| ------------------------------------------------- | ---------------------- | ------------------- | --------------------- | ------- |
| Utah Symphony Orchestra                           | Maurice Abravanel      | Vanguard            | 1964                  | LP/CD   |
| Boston Symphony Orchestra                         | Erich Leinsdorf        | RCA, Testament      | 1966                  | LP/CD   |
| London Symphony Orchestra                         | Claudio Abbado         | Decca               | 1969                  | LP/CD   |
| Orchestre national de France                      | Jean Martinon          | Vox Records         | 1974                  | LP/CD   |
| Royal Concertgebouw Orchestra                     | Kirill Kondrashin      | Philips             | 1975 (live recording) | CD      |
| London Philharmonic Orchestra                     | Walter Weller          | Decca               | 1977                  | LP/CD   |
| Orchestra Filarmonica Ceca                        | Zdeněk Košler          | Supraphon           | 1982                  | LP/CD   |
| Junge Deutsche Philharmonie                       | Riccardo Chailly       | Deutsche Grammophon | 1984                  | LP      |
| Orchestra Filarmonica di Mosca                    | Dmitrij Kitaenko       | Melodiya            | 1985                  | LP/CD   |
| Royal Scottish National Orchestra                 | Neeme Järvi            | Chandos             | 1985                  | LP/CD   |
| Orchestre National de France                      | Mstislav Rostropovich  | Erato               | 1986                  | LP/CD   |
| Berliner Philharmoniker                           | Seiji Ozawa            | Deutsche Grammophon | 1990                  | CD      |
| Orchestra reale del Concertgebouw                 | Riccardo Chailly       | Decca               | 1991                  | CD      |
| Philadelphia Orchestra                            | Riccardo Muti          | Philips             | 1991                  | CD      |
| National Symphony Orchestra of Ukraine            | Theodore Kuchar        | Naxos               | 1994                  | CD      |
| London Symphony Orchestra                         | Valery Gergiev         | Philips             | 2004 (live recording) | CD      |
| USSR Ministry of Culture State Symphony Orchestra | Gennadi Rozhdestvensky |                     |                       | LP/CD   |